# Roquebillière (tổng)
Tổng Roquebillière là một tổng của Pháp. Tổng này nằm ở tỉnh Alpes-Maritimes trong vùng Provence-Alpes-Côte d’Azur.

## Các đơn vị hành chính
Tổng Roquebillière bao gồm các xã Roquebillière, Belvédère và La Bollène-Vésubie.

## Lịch sử
| Ngày bầu cử | Tên                             | Đảng          | Tư cách                      |
| ----------- | ------------------------------- | ------------- | ---------------------------- |
|             |                                 |               |                              |
|             | Gal Édouard Corniglion-Molinier |               |                              |
| 1967        | M. Romain Maurel                |               |                              |
| 1979        | Dr Pierre Guigonis              | RPR           |                              |
| 1985        | Dr Pierre Guigonis              | RPR           |                              |
| 1992        | Dr Pierre Guigonis              | RPR           |                              |
| 1998        | M. René Reghezza                | Divers Gauche |                              |
| 2004        | M. Gérard Manfredi              | UMP           | Thị trưởng của Roquebillière |

## Biến động dân số
| 1882                                         | 1926 | 1962 | 1968 | 1975 | 1982 | 1990 | 1999  |
|                                              |      |      |      |      |      |      | 2 375 |
| -------------------------------------------- | ---- | ---- | ---- | ---- | ---- | ---- | ----- |
| Số liệu từ năm 1990: Dân số không tính trùng |      |      |      |      |      |      |       |